# Gensyn med Østgrønland... Kirsten Bang
Gensyn med Østgrønland... Kirsten Bang er en dansk portrætfilm fra 1999 med instruktion og manuskript af Karen Littauer.

## Handling
Kirsten Bang rejste overalt i verden og har skrevet om det i sine mange bøger. Hendes første lange rejse gik til Østgrønland, hvor hun var huslærer, indtil Anden Verdenskrig tvang hende til at rejse hjem. 60 år senere besluttede den nu 90-årige forfatterinde, at hun vil gense det sted og de mennesker, som hun skrev sine første bøger om. Filmen er Kirsten Bangs oplevelse af den ubegribelige forandring et lille folk har gennemgået i hendes egen levetid. Det særlige ved filmen er dog Kirsten Bang. Uanset hvor og hvornår i verden hun lærer mennesker at kende, Ammassalik, Holte eller Nepal, så er de først og fremmest netop mennesker.